# چییوئبار
چییوئِبار (به اسپانیایی: Chilluévar) یکی از دهستان‌های استان خائن در کشور اسپانیا است. این شهر با مساحت ۳۷٫۷ کیلومتر مربع، ۱۶۳۵ تن جمعیت دارد.